# Ювенал

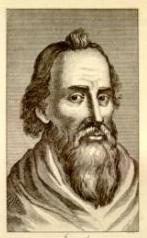

Ювенал (також Децим Юній Ювенал, лат. Decimus Junius Juvenalis; близько 60 — бл. 132) — римський поет-сатирик.

## Біографія
Народився в місті Аквіне (у південно-східній частині Лаціума) в перші роки правління Нерона (близько 55-56 р.). З літературної діяльності Ювенала можна припустити, що він здобув відмінну освіту, тому, імовірно, походив з багатої сім'ї. Це підтверджує стародавня біографія поета, за словами якої Ювенал був сином або вихованцем багатого вільновідпущеника. Він довго («до середини життя», тобто до 40-50 років) вправлявся в ораторському мистецтві, але не для заробітку, а для власного задоволення; якийсь час був військовим трибуном, мав у себе на батьківщині сан головного жерця обожнюваного імператора Веспасіана, а також займав високий пост в місцевому міському самоврядуванні. Потім (якщо судити по туманних поясненнях в його життєписі) він впав в немилість у одного з імператорів і був засланий за межі Італії.

## Творчість
Свої сатири Ювенал почав писати або публікувати тільки при імператорові Траяні, після 100 р. 16 сатир поета розділяються на 5 книг (1-5; 6; 7-9; 10-12; 13-16). Хронологія виходу в світ книг достатньо невизначена; приблизні дати виходу їх в світ такі:
- I-а книга — між 100–115 рр.
- II-а — між 116–117 рр.
- III-я — між 118–120 рр.
- IV-а — між 121–127 рр.
- V-а — після 128 р. але до 131-132 рр.

Ймовірно на 131–132 рр. припадає і смерть Ювенала.